# Ляли (деревня, Коми)
Ляли — деревня в Княжпогостском районе республики Коми в составе сельского поселения Серёгово.

## География
Находится на левом берегу реки Вымь на расстоянии примерно 30 км на юг по прямой от центра района города Емва у автомобильной трассы Сыктывкар-Ухта.

## История
Погост Ляли упоминается с 1608 года. Здесь было 2 церкви (Богоявления и Николая Чудотворца), 4 двора церковнослужителей и 37 крестьянских дворов (из них 14 пустых). К 1646 году крестьянских дворов осталось 23, в 1719 — 9. С 1700 года вымские погосты были отписаны купцам Панкратьевым, миграция крестьян прекратилась и население стало снова расти. В 1784 году в селе Ляльском 21 двор и 111 жителей, в 1859 39 дворов и 310 жителей. В 1856 году был построен каменный Богоявленский храм (ныне в аварийном состоянии). В 1926 в селе Ляли 1-е 62 двора и 277 жителей, в 1970 в Лялах осталось 188 жителей, в 1979 175, в 1989 128 человек (коми 55 %, русские 35 %).

## Население
Постоянное население составляло 89 человек (коми 57 %, русские 40 %) в 2002 году, 56 в 2010.